# Ernestinovo
Ernestinovo je općina u Hrvatskoj. Nalazi se u Osječko-baranjskoj županiji.

## Zemljopis
Ernestinovo se nalazi na 12 km južno od Osijeka na cesti Osijek – Vinkovci. Susjedna mjesta su mu na sjeveru Antunovac, na jugu Laslovo, zapadno Ivanovac. Pred Ernestinovom, idući cestom Osijek – Vinkovci, lijevo od kanala nalazi se malo naselje Divoš (Diosch), koje je naseljeno poslije Prvog svjetskog rata, a zapadno od Ernestinova Paulin Dvor, jugozapadno Petrova Slatina (Lanka).

## Stanovništvo
1991. godine Ernestinovo je imalo 1495 stanovnika, a nakon Domovinskog rata (prema popisu 2001. g.) ima 1005 stanovnika; dakle 490 ljudi ili 30 % manje. Prema popisu stanovništva iz 2011. godine, Ernestinovo je imalo 1048 stanovnika, odnosno 4 % više u odnosu na popis stanovništva iz 2001. godine. Sjedište je Općine u kojoj je i Laslovo. U župi je evidentirano 800 vjernika katolika.
Po popisu stanovništva iz 2011. godine, općina Ernestinovo imala je 2189 stanovnika, raspoređenih u 3 naselja:
- Divoš – 63
- Ernestinovo – 1048
- Laslovo – 1078

Prema podacima o nacionalnosti iz popisa stanovništva 2011. godine, 1571 (71,77 %) stanovnika općine Ernestinovo su Hrvati; 422 (19,28 %) Mađari; 151 (6,90 %) Srbi i dr.
Prosječna gustoća naseljenosti općine Ernestinovo je 67,7 stanovnika na km².
| broj stanovnika | 754   | 1392  | 1263  | 1433  | 1683  | 2020  | 2067  | 2273  | 2771  | 2785  | 3177  | 3081  | 2968  | 2898  | 2225  | 2189  | 1948  |
|                 | 1857. | 1869. | 1880. | 1890. | 1900. | 1910. | 1921. | 1931. | 1948. | 1953. | 1961. | 1971. | 1981. | 1991. | 2001. | 2011. | 2021. |

| broj stanovnika |       | 467   | 431   | 566   | 705   | 919   | 942   | 990   | 1255  | 1271  | 1576  | 1557  | 1479  | 1495  | 1142  | 1047  | 996   |
|                 | 1857. | 1869. | 1880. | 1890. | 1900. | 1910. | 1921. | 1931. | 1948. | 1953. | 1961. | 1971. | 1981. | 1991. | 2001. | 2011. | 2021. |

## Uprava
Izvršno tijelo je općinska načelnica i ona zastupa jedinicu lokalne samouprave. Općinska načelnica je Marijana Junušić (HDZ), zamjenik načelnice Općine Ernestinovo je Željko Katić, a zamjenik načelnice Općine Ernestinovo iz reda mađarske nacionalne manjine je Deže Kelemen.
Prema Statutu Općine Ernestinovo Općinsko vijeće čini 11 vijećnika. U sastavu Vijeća dvojica vijećnika obvezatno su mađarske nacionalnosti, a jedan vijećnik srpske nacionalnosti. Budući da na lokalnim izborima održanim 2017. godine nije postignuta zastupljenost srpske nacionalne manjine, broj vijećnika povećan je za jedan te je u Vijeće izabran Vladimir Mrvoš, kao pripadnik srpske nacionalne manjine. Time je postignuta odgovarajuća zastupljenost nacionalnih manjina te Vijeće u ovom sazivu ima 12 vijećnika.
Vijećnici Općinskog vijeća
- Ivica Pavić, Hrvat – HDZ
- Krunoslav Dragičević, Hrvat – HDZ
- Ivana Bagarić Bereš, mag. iur., Hrvatica – HDZ
- Šarika Sukić, Mađarica – HDZ
- Damir Matković, mag. iur., Hrvat – HDZ
- Zoran Toth, Hrvat – HDZ
- Siniša Stražanac, Hrvat – lista grupe birača, nositelja Matije Greifa (zamjenik vijećnika)
- Siniša Roguljić, Hrvat – lista grupe birača, nositelja Matije Greifa (zamjenik vijećnika)
- Lajoš Bocka, Mađar – lista grupe birača, nositelja Deže Kelemena
- Vladimir Mrvoš, Srbin – lista grupe birača, nositelja Deže Kelemena
- Stjepan Deže, Hrvat – HDSSB
- Igor Matovac, dipl. iur., Hrvat – HNS, HSS, HSU

## Povijest
Novi vlasnici su tražili marljive stanovnike koje bi naselili na ta područja. Takve stanovnike su našli u mjestu Krnjanja u Bačkoj,  sve odreda Nijemce. Kad su ih vidjeli kako marljivo rade u polju, rekoše Eisner i Klein: "Solche Leute könnten wir brauchen" – takve ljude mi trebamo. Nakon pregovora sa svakom obitelji, obećano je svakom kućedomaćinu za kuću s potkućnicom i vrtom do 1 jutra, 1 jutro pašnjaka, i 1 sesije oranice (8 jutara) uz otplatu na 20 godina u godišnjim obrocima od 17 forinti, nakon čega bi zemljište prešlo u njihovo vlasništvo.
Novo naselje je dobilo ime po gospodarici posjeda, gđi Ernestini Klein "Ernestinenhof". Kasnije se zvalo Ernestinovac, na službenomhrvatskom jeziku Ernestinovo, a na njemačkom Ernestin.
Ernestinovo je danas općinsko mjesto u Osječko-baranjskoj županiji. Začeci sežu do 1865. godine. Tada je to bilo močvarno zemljište. Bačka je u to vrijeme bila prenapučena Dunavskim švabama. Te su godine veleposjenici Klein i Eisner kupili gospodarsko dobro na kojem počiva današnje mjesto. Iz Bačke su naselili 53 obitelji dunavskih Nijemaca. Svakoj obitelji je sagrađena kuća, dobila je vrt i 8 joha zemlje. Naselje je dobilo ime po gospodarici posjeda, gospođi Ernestini Klein "Ernenstinenhof".
Mjesto se uz dosta teškoća (suše 1866. – 1869., poplave 1870. – 1873.-, kolera 1871.) postupno razvija i 1922. godine se formira limena glazba, 1924. godine dobrovoljno vatrogasno društvo, 1926. godine savez čitatelja. Misa se služi u "Kući molitve", jer u selu nema crkve.
Na žalost, najveći dio stanovnika njemačkog porijekla krajem 1944. godine napušta mjesto zbog progona od partizana i Rusa, te ostaje samo četdesetak obitelji, kojih je većina deportirana u logor u Valpovu. U napuštene kuće dolaze kolonizirane obitelji iz Dolca Donjeg, Kninske zagore i okolice Donjeg Lapca.

### Domovinski rat
Mjesto Ernestinovo je u ovom ratu pretpjelo velika razaranja, s mnogo poginulih i nestalih osoba. Najgore je ipak prošla crkva, sagrađena 1978. godine, koja je gotovo potpuno razorena nakon pada Ernestinova 20. studenoga 1991. Ono što su mještani uz pomoć mnogih darovatelja iz Australije mukotrpno gradili, u jednom danu pretvoreno je u pepeo. Uništena su umjetnička djela kipara naivaca iz ernestinovačke kolonije što su kroz niz godina poklonili crkvi.

## Gospodarstvo
Jedan od pokazatelja stanja gospodarstva u Općini je i struktura zaposlenih, a znakovito je da iako je poljoprivredno zemljište jedan od najvažnijih resursa općine, poljoprivreda zapošljava tek 6 % zaposlenih osoba dok je daleko veći broj stanovnika zaposlen u prerađivačkoj industriji (20 %) i trgovini (17 %), a djelatnosti vezane uz javne institucije (javna uprava, obrana, socijalna i zdravstvena zaštita, obrazovanje itd.) zapošljavaju čak 22 % svih zaposlenih osoba Općine Ernestinovo. Najveći gospodarski subjekt prema broju zaposlenih je laslovački proizvođač tekstilne odjeće Prvi maj d.d. s 128 zaposlenih.

## Poznate osobe
Petar Smajić – rođen u Donjem Docu nedaleko Splita 1910. godine, a u Ernestinovo se doseljava 1941. godine i u njemu živi do svoje smrti 1985. godine. Jedan je od osnivača kolonije kipara naivaca u Ernestinovu. Samostalno je izlagao u Osijeku, Splitu i Zagrebu.

## Spomenici i znamenitosti
U središtu Ernestinova nalazi se prostrani park s objektima vlastelinstva Reiner, od kojih je najistaknutiji jednokatni dvorac vlastelinstva Reiner. Kompleks objekata vlastelinstva nastao je krajem 18. stoljeća, a dvorac je dograđivan i adaptiran sve do 20. stoljeća. Zgrada je bez obzira na brojne adaptacije sačuvala stilske odlike kasnobarokne profane arhitekture s kraja 18. stoljeća i početka 19. stoljeća. U prostorijama dvorca Reiner danas djeluje Galerija Petar Smajić.
U parku se nalazi spomen-obilježje poginulim pripadnicima NOB-a, spomen-obilježje žrtvama Domovinskog rata iz Ernestinova kao i brojne skulpture naivne umjetnosti izrađene za tijekom brojnih kiparskih kolonija koje se u Ernestinovu održavaju svake godine tijekom kolovoza.

## Religija
Na području Općine Ernestinovo prevladavaju sljedeće vjerske skupine:
- Katolici – 71,08 % (1556 stanovnika)
- Protestanti – 18,14 % (397 stanovnika)
- Pravoslavci – 7,35 % (161 stanovnika)

U Ernestinovu se nalazi novosagrađena rimokatolička crkva Presvetog Trojstva koja je filijala župe sv. Rozalije djevice iz Ivanovca i pripada Osječkom dekanatu Nadbiskupije đakovačko-osječke. Izgradnja crkve započeta je 11. prosinca 2003. godine, a završena je 25. prosinca 2007. godine.

## Obrazovanje
- Osnovna škola Ernestinovo
- Osnovna škola LaslovoOsnovna škola u Ernestinovu

## Kultura
- Kiparska kolonija

Središnje mjesto u kulturi Ernestinova zauzima tradicionalna kiparska kolonija koja se održava svake godine tijekom kolovoza.
U Ernestinovu je sredinom svibnja 1973. utemeljen „Inicijativni odbor za izgradnju Galerije kipara naivaca Jugoslavije“. Na prvoj sjednici odbora održanoj u današnjoj Osnovnoj školi Ernestinovo, prihvaćen je prijedlog izgradnje Galerije te organiziranje radne kiparske kolonije u ljetnim mjesecima iste godine. Zamišljeno je da tom prilikom izrađene drvene skulpture budu temelj budućoj galeriji koja se namjeravala izgraditi u sklopu planiranog Društvenoga centra u Ernestinovu, a po uzoru na Galeriju slikara naivaca u Hlebinama.
U organizaciji tadašnje Osnovne škole u Ernestinovu i Inicijativnog odbora za izgradnju Galerije kipara naivaca, povodom dana škole, 9. i 10. lipnja 1973. godine, u predvorju ernestinovačke škole postavljena je izložba skulptura naivnih kipara Slavonije. U vrijeme održavanja izložbe članovi inicijativnog odbora Smajić, Tešankić i Tijardović iznijeli su zamisao o „stvaranju umjetnika u drvu hrasta u Ernestinovu“ i o zajedničkom druženju i sakupljanju radova za izgradnju mjesne galerije kipara naivaca. Zamisao je naišla na plodno tlo te je tako nastala Ernestinovačka kolonija.
Zanimanje kod izvornih kipara bilo je izuzetno, pa je na 1. Ernestinovačkoj koloniji kipara naivaca, organiziranoj od 1. do 15. kolovoza 1973. godine, sudjelovalo 12 umjetnika. Kipari su stvarali u samom središtu mjesta, u ernestinovačkom parku. Svim sudionicima prve, kao i potonjih kolonija, zajednička polazna osnova stvaralaštva je drvo, tj. hrastova debla te zaokupljenost bliskim, svakodnevnim temama. Iz toga je, kao najčešće rješenje, proizlazila stojeća figura izrađena u drvnoj masi. Pojava kiparske kolonije u Ernestinovu označila je ne samo puki logički slijed kiparske tradicije u Slavoniji nego i Smajićev temeljni i integralni opus te njegovo stvaralaštvo.
I danas, nakon 46 godina Kiparska kolonija odolijeva, prkosi vremenu i od tada, Ernestinovo je najznačajnije i najveće sastajalište kipara naive koji od jutra do večeri u kolovozu na otvorenom, u Parku skulptura, stvaraju monumentalna djela i urezuju tragove dlijeta u trupac starog slavonskog hrasta. Izrađene skulpture se postavljaju u samom parku, te uz glavnu ulicu u Ernestinovu.
Zahvaljujući entuzijazmu male skupine ljudi, ali ne običnih, Ernestinovo je naširoko poznato po svojoj jedinstvenoj Kiparskoj koloniji naive. Posebnost i bogatstvo različitosti kojom Općina Ernestinovo odiše, kulturno nasljeđe i izvorni umjetnički izričaj kojim se mještani ponose upravo je Kiparska kolonija naive, najstarija kolonija naivnog kiparstva u Europi.
- Kulturno-umjetničko društvo "Josip Kozarac"

Osnovano prvi put 1978. i okuplja 50-ak članova. Cilj je njegovanje i čuvanje starina, običaja, narodnih nošnji, plesova i pjesama.

## Šport
- NK Sloga Ernestinovo

Klub je osnovan 1967. godine. Trenutno se natječe u II. Županijskoj nogometnoj ligi. Ima 50-ak djece raspoređeno u 3 kategorije (limaći, pioniri i kadeti) koji se natječu u I. ligi mladeži Nogometnog središta Osijek. Uz seniorsku kategoriju u klubu je i kategorija nogometaša veterana koji se natječu u Ligi veterana Nogometnog središta Osijek. Klub posjeduje sportski objekt s dva terena, četiri svlačionice i prostorom za službene osobe, spremište za sportsku opremu i klupski bife. Glavno igralište je elektrificirano te se ponekad igraju i noćne utakmice.
U kolovozu se tradicionalno organizira mjesni memorijalni nogometni turnir "Borislav Gverijeri" na spomen rano preminulog ernestinovačkog nogometaša.
- Konjički klub "Slavonija i Baranja"

Ima 40-ak članova, koji sudjeluju u sportskim natjecanjima i različitim kulturnim manifestacijama poput Đakovačkih vezova, Vinkovačkih jeseni, Pokladnih jahanja itd. Klub čuva, promiče, unapređuje, razvija i prezentira tradicije konjogojaca s područja Slavonije i Baranje.
- Šahovski klub Mladost
- Športsko ribolovno društvo "Linjak"

## Vanjske poveznice
- Službene stranice općine Ernestinovo  Arhivirana inačica izvorne stranice od 16. listopada 2013. (Wayback Machine)